# Thomas Höffgen
Thomas Höffgen (* 28. Juli 1984 in Mülheim an der Ruhr) ist ein deutscher Germanist, Philosoph und Buchautor.

## Leben
Höffgen studierte an der Ruhr-Universität Bochum Germanistik und Philosophie und promovierte über Goethes Walpurgisnacht. Im Germanistischen Institut der RUB war er Lehrbeauftragter. Er beschäftigt sich mit Mythen und Mysterien, germanischer Religion und Schamanismus, insbesondere mit der Ekstasetechnik der Schamanen.
Er war als ökologischer Volontär im Regenwald von Peru, wo er auch die traditionelle Kultur und Spiritualität der Ese’Eja-Indianer kennenlernte.
Heute lebt er mit der Religionswissenschaftlerin Nicole Höffgen im Naturpark Sauerland-Rothaargebirge.

## Werke
- Goethes «Walpurgisnacht»-Trilogie: «Heidentum, Teufeltum, Dichtertum» (Bochumer Schriften zur deutschen Literatur. Neue Folge, Band 1) Peter Lang GmbH, Internationaler Verlag der Wissenschaften, 2015, ISBN 978-3-631-66503-9
- Volkspoesie: Von grimmschen Märchen, germanischen Mythen und den Gesängen der Naturvölker, Edition Roter Drache, 2019, ISBN 978-3-946425-70-0
- Karneval im alten Europa: Ursprung, Brauchtum und Bedeutung eines heidnischen Verkleidungskultes, wbg Academic in Wissenschaftliche Buchgesellschaft (WBG), 2020, ISBN 978-3-534-40408-7
- Der verteufelte Waldgott: Die Christianisierung der Germanen, Dr. Thomas Höffgen, 2022, ISBN 978-3-00-073097-9
- Schamanismus bei den Germanen: Götter – Menschen – Tiere – Pflanzen, Edition Roter Drache, 2023, ISBN 978-3-946425-20-5
- Waldphilosophie: Warum der Wald nicht nur gesund, sondern auch weise macht, Dr. Thomas Höffgen, 2023, ISBN 978-3-00-075077-9
- Weißt du zu ritzen?: Die schamanischen Wurzeln unserer Runen, Dr. Thomas Höffgen, 2023, ISBN 978-3000767098
- Nordische Naturgeister: Leben mit den Wesen des Waldes, Dr. Thomas Höffgen, 2024, ISBN 978-3000801693